# Kim Jae-gyu
Kim Jae-gyu (Hangul: 김재규, Hanja: 金載圭, Hán-Việt: Kim Tái Khuê, 6 tháng 3 năm 1926 - 24 tháng 5 năm 1980) là một sĩ quan tình báo, Trung tướng trực thuộc quân đội Hàn Quốc và là cựu giám đốc của Cơ quan Tình báo Trung ương Hàn Quốc (KCIA).
Kim Jae-gyu là một trong những nhân vật gây ra rất nhiều tranh cãi trong lịch sử Hàn Quốc cũng như nền dân chủ ở quốc gia này vì là kẻ đã trực tiếp ra tay ám sát tổng thống Park Chung-hee (là một trong những cấp trên thân thiết nhất của ông) vào ngày 26 tháng 10 năm 1979. Điều này đã dẫn đến việc ông bị xử tử bằng hình thức treo cổ vào ngày 24 tháng 5 năm 1980 vì tội phản quốc. Đến nay, người dân Hàn Quốc vẫn có những ý kiến trái chiều về Kim Jae-gyu: Có người thì xem ông là người theo chủ nghĩa yêu nước cuồng nhiệt, thái quá; có người thì coi ông là người có công lớn nhất trong việc chấm dứt thứ mà ông cho là "chế độ độc tài quân sự 18 năm của nhà độc tài Park Chung-hee". Nhưng đối với đại đa số công chúng Hàn Quốc, Kim Jae-gyu luôn bị chỉ trích, phê phán là một "kẻ phản bội đáng khinh bỉ", một tên Judas đã nhẫn tâm sát hại một ân nhân lâu năm của mình chỉ vì sự bất bình và những mâu thuẫn cá nhân.